# 中心つき五角数
中心つき五角数（ちゅうしんつきごかくすう、英: centered pentagonal number）とは、中心つき多角数の一種で、正五角形の形に点を下図のように並べたとき、図に含まれる点の総数にあたる自然数である。五角数は無数にあり、そのなかでは1が最も小さい。
n番目の中心五角数は以下の式によって表すことができる。
{\displaystyle C_{5,n}={\frac {5n^{2}-5n+2}{2}}}
中心五角数を小さいものから列挙すると次のようになる。
1, 6, 16, 31, 51, 76, 106, 141, 181, 226, 276, 331, 391, 456, 526, 601, 681, 766, 856, 951, 1051, …（オンライン整数列大辞典の数列 A5891）